# Luke Glendening
Lucas „Luke“ Glendening (* 28. April 1989 in Grand Rapids, Michigan) ist ein US-amerikanischer Eishockeyspieler, der seit Juli 2023 bei den Tampa Bay Lightning in der National Hockey League unter Vertrag steht. Zuvor verbrachte er neun Jahre in der Organisation der Detroit Red Wings und spielte zwei Jahre für die Dallas Stars. Er nahm einen für Eishockeyspieler ungewöhnlichen Weg, indem er lange Zeit parallel American Football betrieb und erst sehr spät und zufällig in der University of Michigan ein Team fand, das seinen Weg in den Profisport ebnete.

## Karriere

### Jugend
Luke Glendening wurde in eine sportliche Familie geboren, deren Schwerpunkt vor allem auf American Football lag. So spielte sein Vater in den frühen 1980er-Jahren an der Bowling Green State University auf der Position des Fullbacks, während seine Mutter als Cheerleaderin für das Team auftrat. Sein jüngerer Bruder Joe Glendening betreibt ebenfalls American Football und spielte zwischenzeitlich am Hillsdale College.
In seiner Heimatstadt besuchte Luke Glendening die East Grand Rapids Middle School sowie die East Grand Rapids High School. Insbesondere an der High School zeigte er gleichmäßig gute Leistungen im Baseball, Football und Eishockey, wobei sich abzeichnete, dass er sich, um eine professionelle Karriere anzustreben, für eine der letzteren beiden Sportarten entscheiden müsste. Dies tat er allerdings nicht, sodass er zwar sowohl im Football als auch im Eishockey überdurchschnittliche Leistungen zeigte, er jedoch (im Gegensatz zu seinem Vater oder seinem Bruder) kein Sport-Stipendium von einer Universität bzw. einem College angeboten bekam. Infolgedessen entschloss er sich nach absolvierter High School im Sommer 2007 vorerst die Hotchkiss School zu besuchen, eine auf die Hochschule vorbereitende Schule (preparatory school) in Lakeville, Connecticut. Dies ausschließlich mit dem Ziel, beide Sportarten weiter zu betreiben und doch noch ein entsprechendes Stipendium zu erhalten.
Während der Football-Saison zeigte die Pennsylvania State University leichtes Interesse an ihm, ging in der Folge jedoch nicht weiter auf ihn ein. Mitte Dezember 2007 besuchte ein Scout der Eishockeymannschaft der University of Michigan die Hotchkiss School; ursprünglich, um einen Teamkollegen von Glendening zu beobachten. Im Finale des Turniers erzielte der Center jedoch zwei Tore und sicherte sich so zumindest die Zusage der University of Michigan, ihn als Nachrücker für eventuell frei werdende Plätze im Kader zu berücksichtigen. Nachdem Max Pacioretty das Team in Richtung NHL verlassen hatte, wurde eben jener Platz frei, den er im April 2008 angeboten bekam und annahm.

### University of Michigan

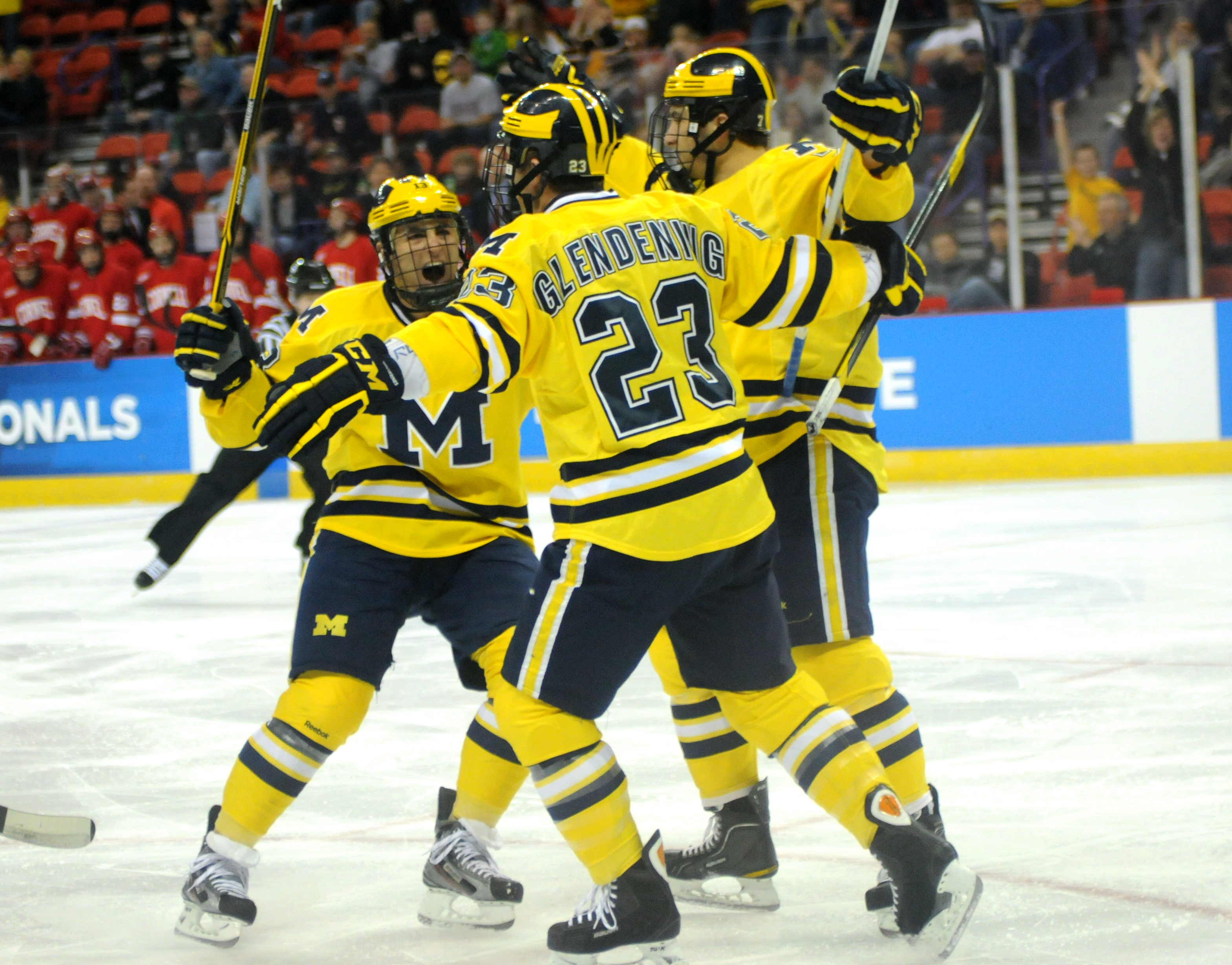
Luke Glendening (#23) im Trikot der University of Michigan

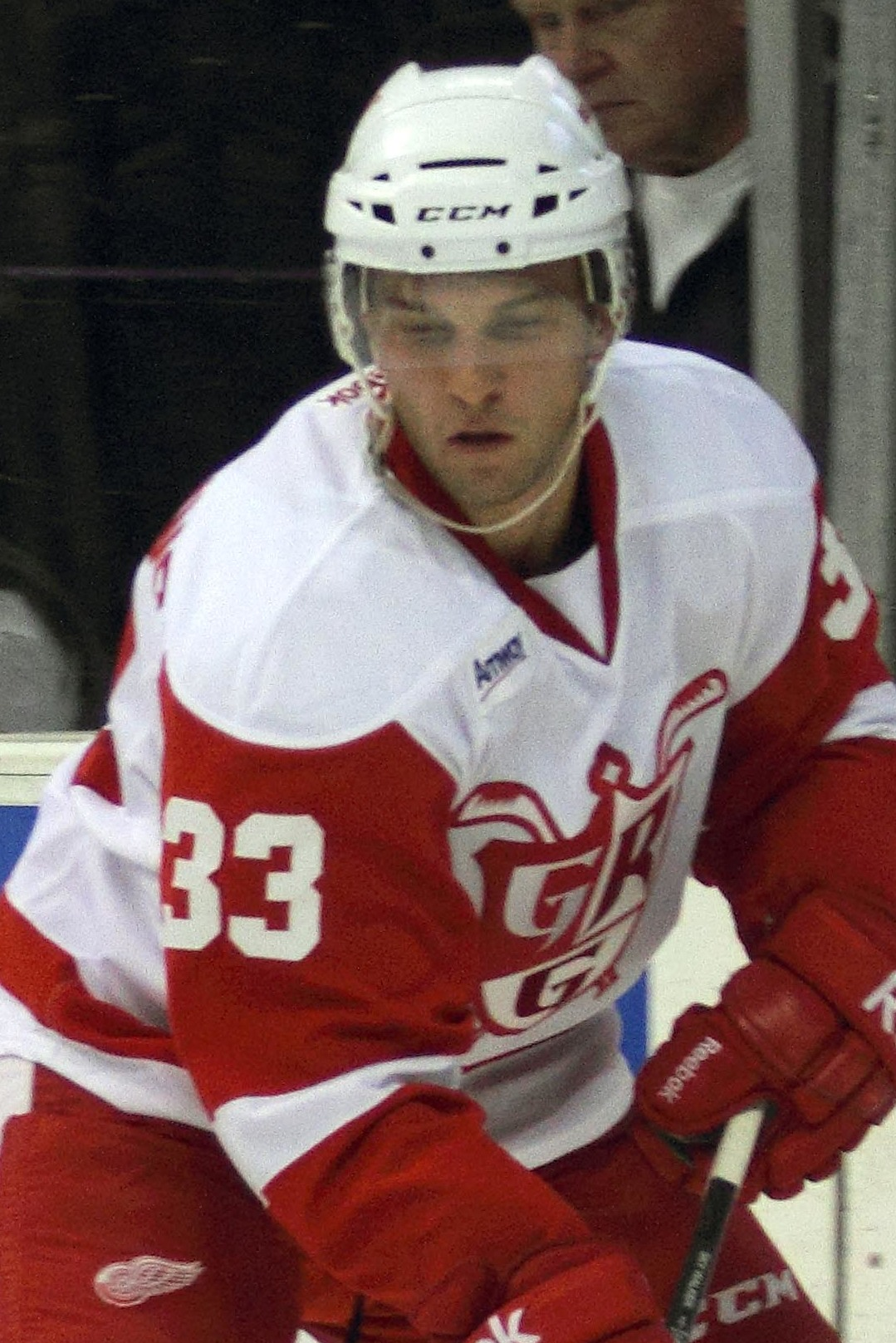
Glendening im Trikot der Grand Rapids Griffins (2013)

Somit spielte Glendening mit Beginn der Saison 2008/09 für eine der besten College-Mannschaften der USA, die University of Michigan Wolverines. In seiner ersten Spielzeit, bei deren Beginn noch nicht klar war, ob er sich überhaupt im Team etablieren konnte, erzielte der Angreifer 10 Scorerpunkte in 35 Spielen, wurde mit einem Stipendium ausgestattet und darüber hinaus mit dem Alton D. Simms Award als der Spieler der Wolverines, der sich am meisten verbessern konnte, ausgezeichnet. Bereits im November 2009, zu Beginn seines Sophomore-Jahres, wurde er zum Assistenzkapitän gewählt und gewann mit der Mannschaft in der Folge die Meisterschaft der Central Collegiate Hockey Association.
In der Saison 2010/11 erreichten die Wolverines das Finale der Frozen Four und unterlagen im Spiel um die Hochschul-Meisterschaft der gesamten Vereinigten Staaten der University of Minnesota Duluth mit 2:3 nach Overtime. Zudem wurde Glendening zum Mannschaftskapitän gewählt, ein Amt, das er auch im Jahr darauf bekleidete und somit zum achten Spieler in der Geschichte der Wolverines wurde, der das „C“ in mehr als einer Saison auf dem Trikot trug. Zudem wurde er in der Spielzeit 2011/12 als bester defensiver Angreifer der CCHA ausgezeichnet.
Da Glendening in keinem NHL Entry Draft berücksichtigt wurde, konnte er seine vier Jahre an der University of Michigan mit einem Abschluss in Politikwissenschaft vollenden. Die Saison 2011/12 beendete er bei den Providence Bruins aus der American Hockey League (AHL) im Rahmen eines Probevertrags; darüber hinaus wurde er jedoch nicht fest verpflichtet.

### Detroit Red Wings
Im Juni 2012 nahmen ihn die Grand Rapids Griffins aus der AHL, das Farmteam der Detroit Red Wings, unter Vertrag und hatten somit zum ersten Mal in ihrer Geschichte einen Spieler aus Grand Rapids in ihren Reihen. Vorerst wurde der Center jedoch an den Kooperationspartner der Griffins, die Toledo Walleye aus der ECHL, abgegeben, wo er in der Folge 21 Scorerpunkte in 27 Spielen erzielte. In Anbetracht dieser Leistungen berief man ihn zurück zu den Griffins, sodass er am ECHL All-Star Game, für das er nominiert war, nicht mehr teilnahm. Auch in Grand Rapids entwickelte sich Glendening zu einem produktiven Scorer, wobei er mit 16 Punkten in 24 Playoff-Spielen maßgeblichen Anteil am Calder-Cup-Gewinn 2013 hatte.
Die Spielzeit 2013/14 begann der Angreifer ebenfalls bei den Griffins in der AHL, wurde jedoch relativ schnell in den NHL-Kader der Red Wings berufen und etablierte sich dort auf Anhieb; auf insgesamt 61 Einsätze kam der US-Amerikaner in regulärer Saison und Playoffs. Dabei stellte er einen Negativrekord auf, indem er als Rookie-Angreifer in seinen ersten 51 Spielen für die Red Wings kein Tor erzielte. Damit übertraf er den bisherigen Höchstwert (Cummy Burton, 43 Spiele) aus den 1950er Jahren, ehe er im 52. Spiel im April 2014 seinen ersten Treffer markierte.
Trotzdem wurde Glendening nicht mehr in die AHL zurückgeschickt und verlängerte seinen Vertrag in Detroit im April 2014 um weitere drei Jahre. In der folgenden Saison 2014/15 absolvierte er als einer von fünf Spielern alle Pflichtspiele (89) der Red Wings. 2016 wurde sein Vertrag erneut um vier Jahre verlängert. Ab 2019 war er einer der vier Assistenzkapitäne Detroits.

### Dallas und Tampa
Nach neun Jahren in der Organisation der Red Wings wurde sein auslaufender Vertrag nach der Spielzeit 2020/21 nicht verlängert. Demzufolge schloss er sich im Juli 2021 als Free Agent den Dallas Stars an. In gleicher Weise wechselte er im Juli 2023 zu den Tampa Bay Lightning.

## Erfolge und Auszeichnungen
- 2010 Mason-Cup-Gewinn mit der University of Michigan
- 2012 CCHA Best Defensive Forward
- 2013 Teilnahme am ECHL All-Star Game
- 2013 Calder-Cup-Gewinn mit den Grand Rapids Griffins

## Karrierestatistik
Stand: Ende der Saison 2024/25

### International
Vertrat die USA bei:
- Weltmeisterschaft 2019

(Legende zur Spielerstatistik: Sp oder GP = absolvierte Spiele; T oder G = erzielte Tore; V oder A = erzielte Assists; Pkt oder Pts = erzielte Scorerpunkte; SM oder PIM = erhaltene Strafminuten; +/− = Plus/Minus-Bilanz; PP = erzielte Überzahltore; SH = erzielte Unterzahltore; GW = erzielte Siegtore; 1 Play-downs/Relegation; Kursiv: Statistik nicht vollständig)